# 有福哲二
有福 哲二（ありふく てつじ、1967年〈昭和42年〉3月5日 - ）は、日本の政治家。香川県坂出市長（2期）。元香川県議会議員（5期）、元坂出市議会議員（2期）。

## 来歴
香川県坂出市出身。香川県大手前高等学校、日本大学卒業。坂出市議会議員を2期、香川県議会議員を5期務めた。県議時代は自由民主党に所属した。
2021年（令和3年）5月16日に行われた坂出市長選挙に立候補し、現職の綾宏を破り初当選した。6月4日、市長就任予定。
※当日有権者数：43,267人 最終投票率：56.04%（前回比：pts）
| 候補者名 | 年齢 | 所属党派 | 新旧別 | 得票数   | 得票率 | 推薦・支持 |
| -------- | ---- | -------- | ------ | -------- | ------ | ---------- |
| 有福哲二 | 54   | 無所属   | 新     | 14,264票 | 59.39% |            |
| 綾宏     | 68   | 無所属   | 現     | 9,753票  | 40.61% |            |

2025年（令和7年）5月11日、無投票で再選。

## 不祥事

### 公職選挙法違反による刑事告訴
2021年6月14日、香川県議会議員と元議員が2018年7月から2020年3月までの間に意見交換会費の名目で有権者に行った政務活動費からの現金配布(総額約1620万円)が公職選挙法違反に当たるとし、高松市の市民団体「市民オンブズ香川」が有福を含めた当時の県議会議員ら21人を高松地方検察庁に刑事告訴。しかし翌年3月29日に「認定すべき証拠が不十分だった」として嫌疑不十分の不起訴処分とした。
2022年7月13日、高松検察審査会は嫌疑不十分で不起訴とした高松地検の処分を不当とし、同日付けで起訴相当と議決した。議決書では、法的に支払い義務のある「債務の履行」ではなく「寄付そのもの」と断定している。
議決後の同年9月、有福はKSBからの「起訴されたら市長を辞職するか」の質問に対し「その時に判断をしていくことになりますから、今の時点ではよくわかりません私も」と回答している。
起訴相当の議決を受け地検は再捜査を行ったが、10月に再び21人全員を不起訴処分とした。2023年1月11日付で高松検察審査会は「起訴議決に至らない」と議決した。寄付について「犯罪の成立要件を満たす」と指摘する一方で、議決の時点で、告発された複数の議員は公訴時効となっていることなどから「全体の一部だけを起訴することは法的バランスを欠くとの懸念もある」と留保。さらに1回目の議決後に県議会で政活費のマニュアルが改定された動きも挙げ、意見が拮抗したが結果として審査員11人中8人以上の賛成が必要だとする起訴議決の要件を満たさなかった、とした。